# D-8
Pour les articles homonymes, voir D8 (homonymie).
Le D-8 (le D vient de l'anglais « developing ») est une organisation de coopération économique et commerciale qui rassemble le Bangladesh, l'Égypte, l'Indonésie, l'Iran, la Malaisie, le Nigeria, le Pakistan et la Turquie. Lancée le 15 juin 1997 à Istanbul sur le modèle du G8, l'organisation regroupe les sept pays musulmans les plus peuplés dans lesquels vivent environ 60 % des musulmans de la planète.
Les pays membres se fixent comme objectif de renforcer le rôle des pays en développement dans l'économie globalisée, de créer et de diversifier de nouvelles opportunités en matière de relations commerciales et d'améliorer les conditions de vie. Les principaux thèmes de coopération sont la finance, le développement rural, la science et la technologie, le développement humain, l'agriculture, l'énergie, l'environnement et la santé.

## Accord commercial préférentiel
Les représentants de chacun des huit pays membres, à l'exception du Bangladesh, ont signé un accord commercial préférentiel le 14 mai 2006 lors du cinquième sommet D-8 à Bali. L'accord prévoit une réduction graduelle des barrières tarifaires sur une liste déterminée de produits. L'accord vise à réduire les barrières tarifaires mais également à promouvoir la coopération interétatique.

## Organisation

Logo de D-8

Le D-8  est composé de quatre organes: le Sommet, le Conseil, la Commission et le Secrétariat Général. Le sommet, qui se réunit tous les deux ans, est la plus haute autorité et est composée des dirigeants des États membres. Le conseil est l'organe décisionnaire principal. Il est composé des ministres des affaires étrangères des pays membres. La commission est l'autorité exécutive. Elle est composée de commissaires nommés par les gouvernements des États membres. Enfin un directeur exécutif est nommé. Au cœur de ce dispositif se trouve le Secrétariat Général basé à Istanbul (Turquie), le Secrétariat Général est chargé de rendre concret les projets de l’organisation.

## Importance économique
En 2015, le D-8 comprend 14,48 % de la population mondiale et produit environ 4,80 % du PIB mondial.
|            | Population (2015) | Population (2015) | PIB (2015) | PIB (2015)   | PIB (2015) |
| Millions   | %                 | Milliards USD     | %          | Rang mondial |            |
| ---------- | ----------------- | ----------------- | ---------- | ------------ | ---------- |
| Monde      | 7 389             | 100,0             | 73 434     | 100,0        |            |
| D-8        | 1 070             | 14.48             | 3 526      | 4.80         |            |
| Indonésie  | 258               | 3,49              | 859        | 1,17         | 16         |
| Pakistan   | 189               | 2,56              | 240        | 0,33         | 41         |
| Nigeria    | 182               | 2,46              | 490        | 0,67         | 24         |
| Bangladesh | 161               | 2,18              | 214        | 0,29         | 45         |
| Égypte     | 92                | 1,25              | 331        | 0,45         | 32         |
| Turquie    | 79                | 0,97              | 734        | 1,00         | 18         |
| Iran       | 79                | 0,97              | 388        | 1,36         | 29         |
| Malaisie   | 30                | 0,41              | 270        | 0,37         | 40         |

## Liste des secrétaires généraux
| No. | Non                        | Pays d'origine | Début de mandat | Fin de mandat |
| --- | -------------------------- | -------------- | --------------- | ------------- |
| 1   | Ayhan Kamel                | Turquie        | 1997            | 2006          |
| 2   | Dipo Alam                  | Indonésie      | 2006            | 2010          |
| 3   | Widi Agoes Pratikto        | Indonésie      | 2010            | 2012          |
| 4   | Seyed Ali Mohammad Mousavi | Iran           | 2013            | En poste      |